# World Snooker Tour
El World Snooker Tour (WST, por sus siglas) es el circuito profesional del snooker. Cuenta con alrededor de 128 jugadores que compiten cada temporada en alrededor de una treintena de torneos. Está administrado por World Snooker Ltd. El principal accionista es Matchroom Sport, que cuenta con el 51 % de las acciones, mientras que la World Professional Billiards and Snooker Association tiene el 26. Para competir en el circuito, los jugadores han de ser miembros de esta asociación.